# Seznam funkcionalistických staveb ve Zlíně

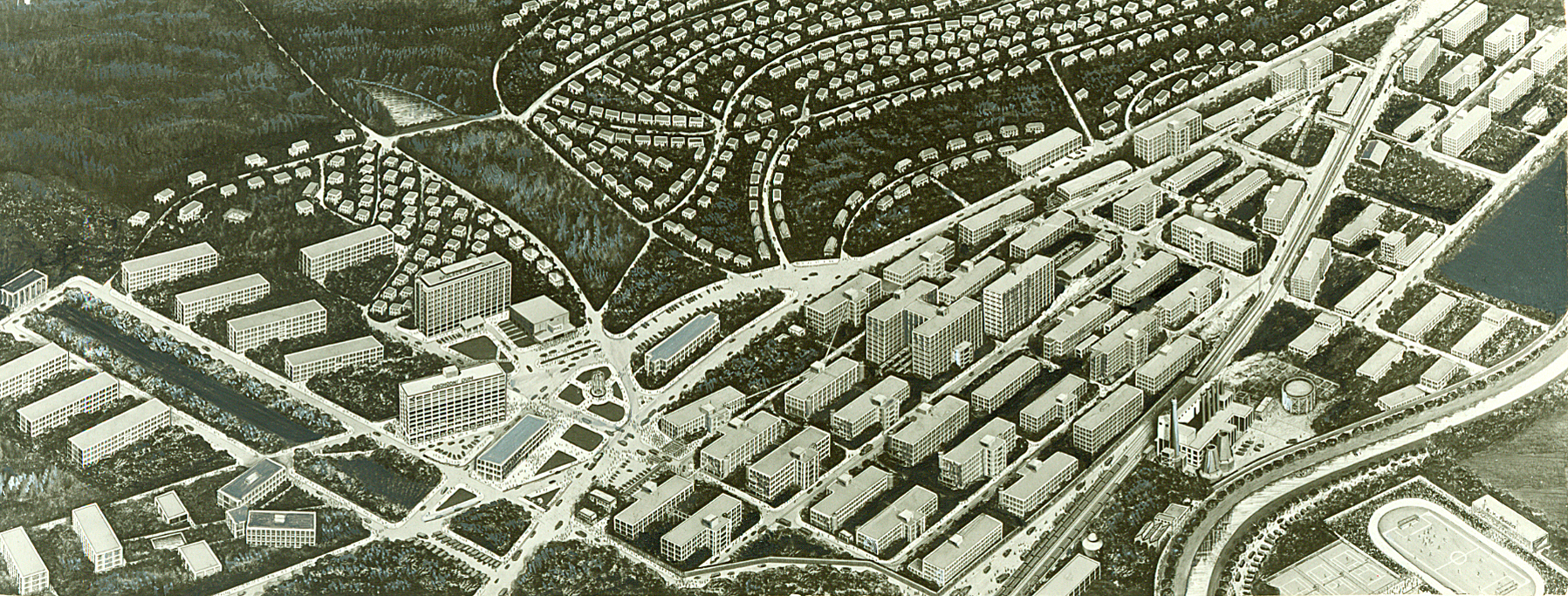
Urbanistická studie předválečného Zlína

Seznam funkcionalistických staveb ve Zlíně je výčtem architektonicky významných staveb funkcionalismu na území města Zlína.
Prudkým rozvojem průmyslového Zlína vzniklo v první třetině 20. století skutečně funkcionalistické město, které se stalo vzorem pro řadu zahraničních satelitních měst zakládaných firmou Baťa. Z malého provinčního městečka (kolem roku 1900 mělo asi 3000 obyvatel) se během několika dekád stalo velké průmyslové město (na konci 30. let měl už přes 43 tisíc), díky rozsáhlým investičním aktivitám zakladatele obuvnické firmy Tomáše Bati a poté jeho nevlastního bratra Jana Antonína Bati.
Přechod z ruční na strojovou výrobu a prudký rozmach firmy pomohly řešit standardizované tovární budovy, které umožnily rychlejší výstavbu i funkční flexibilitu. Stavební standardizace a typizace se promítla i do obytných staveb, ačkoli díky volnému prostoru v okolí a v souladu s Baťovou vizí založenou na teorii anglických zahradních měst byly stavěny spíše kolonie dvou- a čtyřdomků, nežli nájemní domy. Díky jednotnému investorovi prudká výstavba neprobíhala živelně, nýbrž byla koordinována v rámci uceleného urbanistického plánu. Vypracování prvního regulačního plánu na výstavbu dělnické kolonie zadal Tomáš Baťa v roce 1915 Janu Kotěrovi a v roce 1918 vzniklo na Letné první sídliště domků volně stojících v zeleni.
V roce 1923 se stal Tomáš Baťa starostou Zlína a také v následujících obdobích stáli v čele města lidé z vedení Baťových závodů. K těm patřily chemické, potravinářské, textilní, stavební i strojní provozy, stejně tak i obchodní domy, hotely, železnice, letiště, od 30. let i výroba letadel a filmové ateliéry. Jednotlivé stavební prvky tovární výstavby kopírovaly i veřejné a obytné zóny, vzájemně však byly zřetelně oddělené. Regulační plány v letech 1921, 1927 a 1934 vypracoval František L. Gahura. V roce 1938 vznikl tzv. Velký Zlín připojením obcí Kudlov, Příluky, Mladcová, Prštné a Louky. Některé z ambiciózních plánů, např. dálnice z Brna, železnice z České Třebové nebo urbanistický plán města od Le Corbusiera z roku 1936 se již však nepodařilo realizovat. V roce 1944 utrpělo město americkým bombardováním a už v říjnu 1945 byly Baťovy závody zestátněny, čímž skončila baťovská éra.
Poválečnou obnovu Baťových závodů (pro zpřetrhání tradice v roce 1949 přejmenovaných na Svit, podobně jako město na Gottwaldov) řídil Jiří Voženílek, který také spolu s Vladimírem Kubečkou v letech 1946–1947 zpracoval regulační plán Zlína. Více se prosazovaly formy kolektivního bydlení, tříetážové a výškové domy.
Jedinečný urbanistický celek Zlína s řadou unikátních budov byl roku 1990 vyhlášen Městskou památkovou zónou. Řada staveb je zapsána do Seznamu nemovitých kulturních památek.

## Seznam
| Název                                                | Obrázek | Umístění | Architekt                                                                          | Rok                           | Poznámky |
| Obytná čtvrť Letná                                   | Obytná čtvrť Letná | Letná Kotěrova, Vysoká, Zahradnická, Krátká, Mostní, Na včelíně, Na vyhlídce, bratří Sousedíků, Buková, Topolová, Pod rozhlednou, U zimního stadionu, A. Randýskové 49°13′3″ s. š., 17°38′58″ v. d.           | Jan Kotěra, František Lydie Gahura a další                                         | 1915-1940                     | Jan Kotěra navrhl první obytné čtvrti z let 1915–1918 jako zahradní města. Tento princip byl určující až do konce 30. let. Převládajícím „dělnickým“ typem domu byl až do roku 1927 čtyřdomek s plochou cca 50 m². Ve 30. letech byla zástavba čtvrti zahuštěna dvoj- a jednodomky. |
| Typový čtyřdomek                                     | | Letná Kotěrova, Mostní, bratří Sousedíků 49°13′3″ s. š., 17°38′58″ v. d. | František Lydie Gahura                                                             | 1925-1927                     | První typ domků z neomítaného cihelného zdiva. Charakteristické pootočení domů v ulicích vzniklo z důvodů minimalizovat terénní úpravy při stavbě. |
| Baťova továrna                                       | Areál Baťovy továrny | Zlín třída Tomáše Bati 1970 49°13′24″ s. š., 17°39′15″ v. d. | František Lydie Gahura, Jiří Voženílek, Vladimír Kubečka, Konrád Hruban a další    | 1924-1939                     | Od roku 1924 byl areál stávající továrny budován podle plánu F. L. Gahury jako „továrna v zahradách“ s rozestupy pro zeleň. Nový typ budov měl železobetonový skelet v modulu 6,15 × 6,15 m, inspirovaný americkým modulem 20 × 20 stop o půdorysu 13 × 3 pole s přisazeným komunikačním jádrem a výškou 2–5 podlaží. Původně pravoúhlý profil sloupů byl počátkem 30. let nahrazen kruhovým. Americké bombardování Zlína r. 1944 zničilo 10 budov a další poškodilo. V roce 1946 J. Voženílek vypracoval nový generel většího měřítka. |
| „Baťův mrakodrap“ Správní budova č. 21 firmy Baťa    | Správní budova č. 21 firmy Baťa, tzv. „Baťův mrakodrap“                                                                                               | Zlín třída Tomáše Bati 21 49°13′23″ s. š., 17°39′30″ v. d. | Vladimír Karfík                                                                    | 1935-1939, 2003-2004 (obnova) | Původně plánovanou trojici administrativních budov nahradila jedna 16podlažní výšková budova s půdorysem ve tvaru písmene T. Na svou dobu ojedinělými technickými prvky byla klimatizace, rychlostní osobní výtahy a zejména speciální výtah s vybavením ředitelské kanceláře včetně klimatizace, teplé vody a telefonu. Po celkové obnově v letech 2003–2004 v budově sídlí úřad Zlínského kraje. |
| Víceetážové výrobní budovy č. 14, 15 a 44            | | Zlín třída Tomáše Bati 1970 49°13′23″ s. š., 17°39′30″ v. d. | Jiří Voženílek                                                                     | 1946-1949                     | Při poválečné obnově vznikl nový typ výrobních budov. Baťovský modul 6,15 × 6,15 m byl v krajních traktech rozšířen na 7,85 m, střední přístavek zredukován na nákladní výtah a ostatní komunikační a obslužné prostory přesunuty do přidaných koncových polí, včetně nově zavedené klimatizace. Na střechách byly umístěny stanice lanovek pro přepravu výrobků mezi budovami. |
| Centrální sklad obuvi (budova č. 34)                 | Centrální sklad obuvi firmy Baťa | Zlín třída Tomáše Bati 1970 49°13′28″ s. š., 17°39′22″ v. d. | Vladimír Kubečka                                                                   | 1947-1955                     | Desetipodlažní budova o 12 × 13 polích se 4 vertikálními jádry v rozích budovy a 4 venkovními únikovými schodišti uprostřed fasád. Při východní fasádě jsou 4 nákladní výtahy. Pozoruhodné je i skořepinové zastřešení ramp při severní a východní straně od K. Hrubana. |
| Obytná čtvrť Zálešná a Podvesná                      | | Zlín Zálešná I–XII, Podvesná IV–XVII 49°13′45″ s. š., 17°41′13″ v. d. | František Lydie Gahura, Vladimír Karfík, Miroslav Drofa a další                    | 1926-1947                     | Domy, zejména dvojdomky se střední nosnou zdí, v šachovnicové zástavbě jsou úhlopříčně pootočené oproti pravoúhlé síti ulic. V první fázi (1926–1927) měly dvojdomky sedlovou střechu, později rovnou. V polovině 30. let byla zástavba zahušťována dalšími dvoj- a jednodomky. Po válce přibyly dvoj-, čtyř- a řadové domky v ulicích Podvesná IX a X a bytové domy v ulicích Zálešná I a II, totožné se zástavbou Fučíkovy čtvrti. |
| Dům Ludvíka Gerbece                                  | Gerbecova vila | Zlín Zálešná I 3222 49°13′58″ s. š., 17°41′6″ v. d. | Vladimír Karfík                                                                    | 1937-1938                     | Dům je parafrází „prérijních“ domů, Karfíkovou odezvou díla F. L. Wrighta, u nějž v letech 1928–1929 vykonával praxi. Zvláštností domu je nízká valbová střecha s plochými okapy. Později byl několikrát přestavěn a v současnosti v něm sídlí centrum pečovatelských služeb. |
| Typové dvojdomky a čtyřdomky                         | | Zlín Podvesná IX, Podvesná X 49°13′41″ s. š., 17°41′11″ v. d. | Miroslav Drofa                                                                     | 1944-1947                     | Skupina domků vyplňující střed čtvrti Podvesné je poslední realizací typického „baťovského“ bydlení. Představují pokus o vnesení vyššího standardu bydlení do základního typu domků z předválečného období. |
| Kaple sv. Václava                                    | Kaple sv. Václava v Kudlově | Kudlov Václavská 49°12′14″ s. š., 17°41′2″ v. d. | František Lydie Gahura                                                             | 1927-1929                     | Nevelká stavba (v jádru asi 7 × 7 × 7 m) prozrazuje autorovu tendenci k lapidární, sochařsky utvářené architektuře. Jde o materiálně skromnou budovu s vertikálním směřováním a členěním v symbolických číselných vztazích, což jsou kvality příznačné i pro Gahurovo vrcholné dílo – Památník Tomáše Bati. Od původně plánovaného kazetového stropu a režného provedení zdiva v interiéru bylo při stavbě upuštěno. |
| Náměstí T. G. Masaryka                               | | Zlín Náměstí T. G. Masaryka 49°13′16″ s. š., 17°39′51″ v. d. | František Lydie Gahura                                                             | 1927-1938                     | Jižně od Baťovy továrny od roku 1927 vznikalo nové městské centrum na principu otevřeného urbanismu. Parkové náměstí s vrstevnicově řazenými internáty bylo roku 1932 završeno Památníkem Tomáše Bati. V dolní části přechází ve školní areál na východní straně a v náměstí Práce na západní straně. Prostorové vazby obou náměstí k továrně ilustrují Baťovu koncepci „ideálního průmyslového města“, kde továrnu a obytné zóny propojuje obchodní a společenské centrum. |
| Památník Tomáše Bati                                 | Památník Tomáše Bati | Zlín Náměstí T. G. Masaryka 2570 49°13′9″ s. š., 17°39′57″ v. d. | František Lydie Gahura                                                             | 1933                          | Hlavním exponátem památníku bylo původně letadlo Junkers F 13, v němž v roce 1932 zemřel Tomáš Baťa, což ovlivnilo dimenze vnitřního prostoru. Budova konstruovaná v násobcích čísla 3 a v proporcích zlatého řezu užívá baťovský standardizovaný skelet (6,15 × 6,15 m) s netypickým odsazením stropních desek k vnitřnímu líci sloupů. Použité materiály jsou omezeny na železo, beton a katedrální sklo. V 50. letech byl památník přestavěn na sídlo filharmonie. V letech 1957–2013 „Dům umění“ a sídlo Krajské galerie výtvarného umění ve Zlíně. V roce 2019 byl obnovený památník znovu otevřen, po rekonstrukci od Petra Všetečky. |
| I. a II. Studijní ústav                              | Gymnázium a Jazyková škola s právem státní jazykové zkoušky Zlín, nám. T. G. Masaryka 2734 · Policie ČR - Územní odbor Zlín, nám. T. G. Masaryka 3218 | Zlín Náměstí T. G. Masaryka 2734 a 3218 49°13′10″ s. š., 17°40′ v. d. 49°13′8″ s. š., 17°39′53″ v. d. | František Lydie Gahura                                                             | 1935-1938                     | Studijní ústavy vzniklé z iniciativy J. A. Bati byly zárodkem zlínského vysokého školství. Z původně plánovaných 4 objektů propojených prosklenými chodbami byly realizovány jen dva. Budovy byly později upravovány v souvislosti se změnou jejich funkce a původní architektonické pojetí s vysokými parapety pásových oken je zřetelné jen u jedné z nich. V současnosti zde sídlí gymnázium a Policie ČR. |
| Obytná čtvrť Díly a Lesní čtvrť                      | | Zlín Štefánikova, Díly IV–V, Slovenská, Příkrá, Pod vodojemem, Pod školou, Pod vrškem, Borová, Prostřední, Spojovací, Křivá, Dolní, Lomená, Lesní, Příční, Lesní čtvrť I-III 49°13′28″ s. š., 17°40′59″ v. d. | František Lydie Gahura, Vladimír Karfík, Miroslav Drofa, Vladimír Kubečka a další  | 1930-1945                     | Domy v šachovnickovém uspořádání jsou orientovány po vrstevnicích. Pro Díly jsou typické větší série dvoj- a jednodomků z rešného zdiva. Lesní čtvrť je uvolněnější a experimentálnější; jsou zde převážně dvojdomy omítané, s valbovými nebo rovnými střechami, prefabrikované větší stavební díly apod. |
| Typový rodinný dům „Ríša I“                          | | Zlín Příkrá 2996–2997, Pod Vodojemem 2998–2999 49°13′25″ s. š., 17°40′45″ v. d. | Vladimír Karfík                                                                    | 1936                          | Skupina čtyř opakujích se typových rodinných domů vyššího standardu s dřevěnými stropními konstrukcemi, s prosklenou verandou, plně podsklepených (při umístění ve svahu byla část sklepa využita jako garáž). Domy se staly základem dalších variant. |
| Obchodní a společenský dům Díly (Malá scéna Zlín)    | Malá scéna Zlín | Zlín Štefánikova 2987 49°13′29″ s. š., 17°40′48″ v. d. | Vladimír Karfík                                                                    | 1936-1937                     | Stavba společně se 4 budovami svobodáren vytváří urbanistický celek v centru čtvrti Díly. Přiznaný skelet v modulu továrních budov, rastrová železná okna a režné zdivo stavby v sobě okrývaly obchody, služby, bufet, knihovnu, tělocvičnu, kavárnu s kuželnou a hernou i kino. |
| Dům Eduarda Pelčáka                                  | | Zlín Dlouhá 74, 122 49°13′37″ s. š., 17°40′7″ v. d. | Miroslav Lorenc, Karel Kovařík                                                     | 1931-1932                     | Obchodní a obytný dům stojící na extrémně dlouhé a úzké parcele je rozdělen na dvě podobné části s vlastními schodišti. V přízemí a prvním patře byly obchody, v dalších patrech byty, ve 4. patře původně prádelny se sušárnami. |
| Velké kino                                           | Velké kino | Zlín Nám. Práce 2511 49°13′17″ s. š., 17°39′37″ v. d. | František Lydie Gahura                                                             | 1932-1933                     | Svého času největší československý kinosál s kapacitou 2 264 míst byl postaven jako jednoduchý hranol a pro spád hlediště byl využit svažitý terén. Úsporný tvar i materiály se nevylučovaly s velkorysostí a novátorskými stavebními postupy. Budova stále slouží svému účelu, avšak její koncepce byla silně porušena pozdějšími přestavbami. |
| Společenský dům (Hotel Moskva)                       | Společenský dům, dnes Hotel Moskva | Zlín Nám. Práce 2512 49°13′16″ s. š., 17°39′40″ v. d. | Miroslav Lorenc, Vladimír Karfík                                                   | 1931-1933                     | Původní autor projektu M. Lorenc pro neshody s Baťovou firmou odstoupil a stavbu dokončil V. Karfík. První tři patra byla vyhrazena vstupní hale, kavárnám, restauracím, kongresovému sálu apod., vyšší patra zahrnovala 300 hotelových pokojů s kapacitou 700 hostů. 11. ustoupené patro původně sloužilo jako vyhlídková terasa s taneční kavárnou. |
| Lesní hřbitov                                        | Lesní hřbitov | Kudlov Filmová 49°12′5″ s. š., 17°39′44″ v. d. | František Lydie Gahura, Rudolf Gerbec                                              | 1932                          | Pohřbívání mezi stromy odpovídal i přírodní charakter náhrobků a členění hřbitova bez ohledu na sociální nebo náboženskou hierarchii. Výjimku představuje skupina náhrobků kolem hrobu Tomáše Bati, z jehož iniciativy hřbitov vzešel a který se posléze stal druhým zde pohřbeným. |
| Vzorová kolonie rodinných domů U Lomu                | Vlastní dům Vladimíra Karfíka | Zlín Nad Ovčírnou VI 626, 631, U Lomu 627, 629, 633, 634 49°13′3″ s. š., 17°39′48″ v. d. | Vladimír Karfík, Adolf Benš, František Jech, Erick Svedlund, Antonín Vítek a další | 1935                          | Čtyři realizované oceněné návrhy z mezinárodní soutěže vyhlášené firmou Baťa. Z 289 projektů z 9 zemí byly oceněny návrhy E. Svedlunda, pražské dvojice A. Benš a F. Jech a dvou místních architektů V. Karfíka a A. Vítka. Žádný z domků se však nedočkal sériové realizace. Soutěžní návrhy doplnily další typy rodinných domů vytvořené stavebním oddělením firmy Baťa. |
| Vila Bohuslava Ševčíka                               | | Zlín Na požáře 2906 49°13′16″ s. š., 17°40′27″ v. d. | Miroslav Lorenc, Vladimír Karfík (interiér)                                        | 1935, 1937 (?)                | Dům ředitele Baťových strojíren sestává ze strohého hranolu domu s prosklenou zimní zahradou vystupující do okrouhlé kamenné terasy. V. Karfík upravil interiér domu ve stylu korespondujícím s kancelářemi baťovských ředitelů v mrakodrapu, s elegantními detaily, dřevěným obložením stěn a „intarzovanými“ zlinolitovými podlahami. |
| Vila Dominika Čipery se zahradnickým domkem a parkem | Čiperova vila | Zlín Burešov 3674, 3675 49°14′7″ s. š., 17°41′25″ v. d. | Vladimír Karfík                                                                    | 1939-1942                     | Další ze skupiny ředitelských vil projektovaných Karfíkem, tentokrát pro Dominika Čiperu ve stylu „anglického“ venkovského sídla. Domek zahradníka je pak romantickou variací na sériový design baťovských domků. |
| Věžové domy                                          | Věžové domy | Zlín Věžové domy 861, 863, 874, 876, 879 49°13′32″ s. š., 17°41′28″ v. d. | Miroslav Drofa                                                                     | 1946-1947                     | Pětice domů má stejnou dispozici se schodištěm uprostřed čtvercového půdorysu a čtyřmi totožnými doupokojovými byty v každém patře. Součástí bytů byly vestavěné kuchyňské linky. Na jejich výšku nezvyklé je použití režného cihelného zdiva jako nosné konstrukce. |
| I. a II. „Morýsův“ dům                               | Morýsovy domy | Zlín třída Tomáše Bati 1276, 1285 49°13′34″ s. š., 17°41′4″ v. d. | Miroslav Drofa                                                                     | 1946-1947                     | Domy pojmenované po starostovi Zlína navazují na baťovskou stavební tradici v nových poválečných podmínkách. Mění ideu zahradního města do nového měřítka a vnáší do ní „velkoměstského“ ducha. Původně byly v přízemí doplněny společným zařízením: restaurací, mateřskou školou a jeslemi a na střeše rekreačními terasami. |
| Tříetážové obytné domy – Fučíkova čtvrť              | | Zlín, Příluky Obeciny I–XVII 3918–3920, 3583, 3458, 3426, 3417, 3585–3599, 3600–3641, 3983–3985, 4025–4027, 4037–4039, 4043–4045, 4103–4115, 4150–4154 49°13′29″ s. š., 17°41′31″ v. d.                       | Vladimír Karfík, Vladimír Kubečka (urbanismus)                                     | 1946-1949, 1960               | Bytové domy postavené v ulicích Obeciny X–XII v rámci poválečné „dvouletky“ byly v roce 1960 doplněny identickou zástavbou v ulicích Obeciny XII–XVII. Bloky domů byly sestaveny vždy z několika řadově řazených sekcí. Všechny byty byly ve východozápadní orientaci. |
| Zimní lázně                                          | Zimní lázně | Zlín Hradská 888 49°13′18″ s. š., 17°40′11″ v. d. | Vladimír Karfík, Josef Holeček, Ladislav Ambrožek                                  | 1946-1950                     | Osově souměrná budova složená ze tří prostupujících se hranolových těles má konstrukci ze železobetonového skeletu s modulem 6,8 × 6,8 m. Původně byla v přízemí vybavená vanovým oddělením, parními lázněmi a kosmetickými službami. Hlavní bazén je v patře. Původní koncepce V. Karfíka ze 30. let předpokládala také posuvnou střechu. |
| Kolektivní dům                                       | Kolektivní dům | Zlín Osvoboditelů 3778 49°13′23″ s. š., 17°40′7″ v. d. | Jiří Voženílek                                                                     | 1947-1951                     | Trojtraktová dispozice se střední chodbou v devíti obytných podlažích obsahovala 76 dvoupokojových a 23 třípokojových bytů, které doplňovala společná jídelna a klubovna v přízemí, prádelna a kuchyně v suterénu, tělocvična a terasa v nejvyšším patře a mateřská škola s jeslemi v samostatné budově. Dům tvoří východní dominantu městského centra. |
| Experimentální buňka kolektivního domu               | | Zlín třída Tomáše Bati 3756 49°13′29″ s. š., 17°41′19″ v. d. | Jiří Voženílek, Miroslav Drofa (spolupráce)                                        | 1948-1950                     | Pro stavbu kolektivního domu měly být použity nové konstrukce, a proto byla pro ověření postavena jedna buňka včetně vnitřního zařízení jako samostatně stojící objekt. Obvodový plášť byl částečně prefabrikovaný včetně balkonů a meziokenních sloupků. Příčky byly „likusové“, sestavované z dílů o straně 105 cm. V roce 1971 byla doplněna přístavba. |